# Willy Kluge
Willy Kluge († nach 1945) war ein deutscher Politiker (NSDAP) und Baumeister.

## Leben
Kluge stammte aus Hirschfelde bei Zittau, wo er als Baumeister ein Hoch- und Tiefbauunternehmen besaß. Er schloss sich nationalsozialistischen Ideen an und wurde Mitglied der NSDAP im Gau Sachsen. In Zittau erfolgte seine Ernennung zum Kreisleiter dieser Partei. Nachdem er bereits ab Januar 1933 die NSDAP im Stadtrat von Zittau vertreten hatte, ließ er sich nach der „Machtergreifung“ der Nationalsozialisten als Kandidat für die 6. Wahlperiode des sächsischen Landtags aufstellen. Im Frühjahr 1933 wurde er in den Landtag berufen. Bereits im Oktober 1933 löste sich der Landtag auf.
Seit Mai 1933 war Kluge auch Mitglied des Kreisausschusses der Kreishauptmannschaft Dresden-Bautzen.
Als am 27. August 1933 der „Hauptfestsonntag“ zur Feier der Stadt Zittaus anlässlich ihrer tausendjährigen Zugehörigkeit zum Reich begangen wurde, begrüßte er in Zittau den Reichsstatthalter und Gauleiter Martin Mutschmann und den sächsischen Ministerpräsidenten Manfred von Killinger.
Nach Ende des Zweiten Weltkrieges 1945 wurde sein Hoch- und Tiefbauunternehmen in Hirschfelde enteignet.